# 篠原の戦い
篠原の戦い（しのはらのたたかい）は、寿永2年（1183年）6月1日、加賀国篠原（現・石川県加賀市旧篠原村地区）において源義仲軍と平氏軍との間で行われた戦闘である。平安時代末期における治承・寿永の乱の戦闘の一つである。

## 経過
倶利伽羅峠の戦いでの敗北により、平維盛が率いる平氏軍は京方面へ北陸道を上って、加賀国篠原に陣を布く。『平家物語』によると平氏軍はそこで人馬を休息させようとしたが、源義仲軍は同地で平氏軍を捉えた。5000騎にも満たない義仲軍に対して、平氏側の軍勢は4万騎いたが、合戦が終わって甲冑を付けた武士はわずか4,5騎でその他は過半数が死傷、残った者は物具を捨てて山林に逃亡したが、ことごとく討ち取られた。平家一門の平知度が討ち死にし、平家第一の勇士であった侍大将の平盛俊、藤原景家、忠経（藤原忠清の子）らは一人の供もなく逃げ去った。この3人の侍大将と、大将軍（平維盛）らの間で内輪もめをしている間に敗北に及んだという（『玉葉』寿永2年6月5日条）。平氏軍はほとんど交戦能力を失い惨憺たる体で壊走し、義仲軍の圧勝であった。
『平家物語』「篠原」「実盛」の章段において、平氏軍の老将斎藤実盛は自陣が総崩れとなる中、殿（最後尾）の守備を引き受けた奮戦ぶりが描かれている。かつて義仲の父源義賢が大蔵合戦で討たれた際に、実盛は幼い義仲を木曾へ逃がした恩人であったと語られている。この逸話は修羅物の能の演目となっている。
この後、6月6日に敗れた平家軍が出陣した時の半数となって帰京し、義仲は10日に越前、さらに13日には近江へ入った。義仲軍の近江到着の報が京に届いた頃、鎮西反乱を鎮圧した平家の家人平貞能が帰京し、数万の軍勢を期待されたが、実際には1,000余騎程度で人々を大いに落胆させている。義仲は6月に都への最後の関門である延暦寺と交渉し、7月に入京を果たした。その直前に平氏一門は京を離れ西方へと逃れていった。